# ユースフ・ロッシ
ユースフ・ロッシ（Youssef Rossi、1973年6月28日 - ）は、モロッコの元サッカー選手。元モロッコ代表。ポジションはディフェンダー。

## 来歴
1996年にモロッコ代表デビュー。1998 FIFAワールドカップでもグループステージ全3試合に出場した。2001年までに36試合に出場した。

## 代表歴

### 出場大会
- モロッコ代表
  - 1998 FIFAワールドカップ

### 試合数
- 国際Aマッチ 36試合 0得点（1996年-2001年）[1]

| モロッコ代表 | 国際Aマッチ | 国際Aマッチ |
| 年           | 出場        | 得点        |
| ------------ | ----------- | ----------- |
| 1996         | 6           | 0           |
| 1997         | 7           | 0           |
| 1998         | 12          | 0           |
| 1999         | 5           | 0           |
| 2000         | 0           | 0           |
| 2001         | 6           | 0           |
| 通算         | 36          | 0           |